# Musculus thyropharyngeus

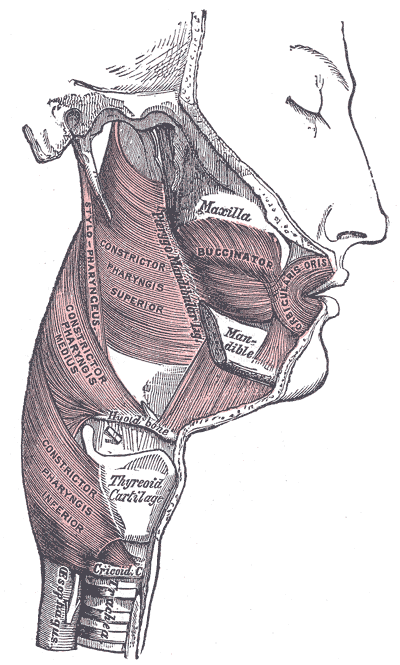
A garat-összeszorító izmok (a legalsó egy részlete a thyropharyngeus)

A musculus thyropharyngeus egy apró izomrészlet az emberi nyakban. 
Tulajdonképpen az alsó garat-összeszorító izom (musculus constrictor pharyngis inferior) egy része, de külön neve van. A pajzsporctól (carthilago thyroidea) húzódik a garatfalhoz. (Általában nem található az anatómiai atlaszokban)

## Külső hivatkozások
- Fül-orr-gége
- Orvosi lexikon